# Práger György (újságíró)
Práger György (Pilis, 1948. május 10. – Budapest, 2000. január 28.) magyar újságíró, televíziós szerkesztő-riporter, műsorvezető.

## Életpályája
Édesanyja Krancz Éva, édesapja Práger László.
A természet, a vidék szeretete az egész életét meghatározta. A középiskola után a Gödöllői Agrártudományi Egyetemre ment.
A diploma megszerzése után, 1972-ben, a Magyar Mezőgazdaság című hetilap munkatársa lett. Mellette bedolgozott a Magyar Rádió Krónika és Falurádió című műsoraiba.
Közben újságíró diplomát is szerzett (Magyar Újságírók Országos Szövetsége). 1975-ben hívták be a Magyar Televízió Híradó műsorába, ahol szerkesztő, riporter és műsorvezető volt. Szakterületei: agrár- és élelmiszeripar, agrárpolitika.
Tizenöt éven keresztül ő koordinálta és készítette a TV Híradó mezőgazdasági témájú riportjait Fülöp Tibor operatőrrel, aki jó barátja is lett.

## Fontosabb munkahelyei
- Magyar Mezőgazdaság hetilap: újságíró (1972-1975)
- Magyar Televízió Híradó: szerkesztő-riporter, műsorvezető (1975-1990)
- Falutévé: ötletgazda, felelős szerkesztő, műsorvezető (1990-1995)
- Práger Kakas-Média Kft: ügyvezető igazgató (1996- 2000)
- Faluvilág TV2: felelős szerkesztő, műsorvezető (1997-1998)

## Falutévé (1990–1995)
1990-ben pályázaton elnyerte a Falutévé című műsor szerkesztési lehetőségét. Főszerkesztőként egy napi hírműsor elkészítése volt a feladata, amely magába foglalta a műsor megalkotását, profitábilis működtetését és az ehhez szükséges kollégák kiválasztását.
A Falutévé kezdetben a Híradó műsora volt, később önálló szerkesztőséggé alakultak. Az első évben heti egy alkalommal jelentkeztek. 1991-től napi 10, 13, 15, majd húszperces adás lett.
Vasárnaponként került sugárzásra a 45 perces Falutévé magazin műsor.
Mindkét műsor egyedi és újszerű volt, tükrözték Práger György kreativitását és vidék iránti szeretetét. A magyar televíziózásban először készültek ilyen jellegű agrár műsorok. A két műsor a vidék legteljesebb körű informálását szentelte feladatának. Elsősorban a mezőgazdaságban dolgozókat és a vállalkozókat próbálták segíteni praktikus tanácsokkal, törvények és jogszabályok ismertetésével, pénzügyi és gazdasági tudnivalókkal stb. 
A Falutévé országos akciókat is szervezett: szántóverseny, aratófesztivál stb.
Práger Györgynek az öt év során olyan szakmailag elismert műsorcsoportot sikerült létrehoznia és menedzselnie, amely 150 embernek adott munkát és reklámbevételeivel jelentősen hozzájárult a Magyar Televízió pénzügyi helyzetének javításához.

## Faluvilág (1997–1998)
A Falutévé megszűnése után Práger György két évig vidéki televízióknál dolgozott.
„Az elmúlt két év jó volt arra, hogy kicsit átgondoljam az életem – mondta Práger. – A Falutévé jó ideje megszűnt, de még mindig utánam kukorékolnak az utcán. A TV2-vel kölcsönösen kerestük egymást. Szerintük kellett egy ilyen műsor, és én boldogan vállaltam.”  (Blikk, 1997. október 21.)
Tehát, a Falutévét a Faluvilág című műsor váltotta fel, de a műsor koncepciója maradt a régi. 

## Fontosabb televíziós műsorai
- Falutévé, Magyar Televízió: főszerkesztő-műsorvezető (a vidék gazdasági híradója, heti hat adással); 1990-1995
- Falutévé Magazin, Magyar Televízió: főszerkesztő-műsorvezető (vasárnapi magazin műsor, színes riportokkal); 1990-1994
- Nótatévé, Magyar Televízió: szerkesztő-műsorvezető (magyar és cigány nóták a nézők kérései alapján; 1993-1996
- Faluvilág, TV2: producer-felelős szerkesztő-műsorvezető; 1997-1998== Egyéb televíziós műsorai ==

1996-ban hozta létre saját PR- és média ügynökségét. Tevékenységi körei között volt: televíziós műsorok, reklámfilmek készítése, rendezvények szervezése; marketing-, PR- és médiatanácsadás stb. Az ügynökség referencialistáján olyan televíziók szerepeltek, mint: TV2, BP TV és az ATV. Emellett dolgozott regionális televíziókkal és rádiókkal. Együttműködött kereskedelmi és iparkamarákkal, minisztériumokkal, nagyvállalatokkal, de segítette a Hungexpo és a Bábolnai Nemzeti Ménesbirtok munkáját is.
- 1996-1997: Producer-szerkesztő-műsorvezető: Telin-Tévé (Szeged), Kapos-Tévé és Kapos Rádió, Pécsi VTV
- 1998: ATV, Agráresték: producer-felelős szerkesztő-műsorvezető
- 1998: BP TV, Nyerítő: producer-felelős szerkesztő-műsorvezető

## Magánélete
Felesége Práger Györgyné (Gyökeres Szilvia). 1973-ban házasodtak össze. Két gyermekük született 1975-ben. Ikreik Práger Éva és Práger Ádám.

## Díjai
- 1991: SZOT MSZOSZ-díj a Falutévé megvalósításáért